# Titus le jardin des Nymphaeas
Titus le jardin des Nymphaeas (connu aussi sous le nom Titus le jardin des nénuphars en Cévennes ou Titus Nymphaeas) est un jardin aquatique situé à Concoules dans le Gard.
Installé sur d'anciennes terres agricoles présentes de longue date sur la commune, il est de dimension modeste mais possède une collection de plus de 250 variétés de nénuphars.
Il est situé à 45 km au nord d’Alès et à 65 km au sud-est de Mende.
C'est un parc ouvert au public, qui comprend :
- une vingtaine de bassins contenant la collection de nénuphars rustiques;
- une mare destinée à accueillir et protéger amphibiens, odonates et autres pollinisateurs;
- une serre tropicale abritant notamment des nénuphars géants Euryale ferox;
- une exposition de plantes carnivores telles que Dionaea, Sarracenia et Drosera;
- une collection d'environ 200 Iris de jardin ;
- Une pépinière (vente de nénuphars et autres plantes aquatiques);
- Un salon de thé;

Depuis quelques années, à la manière de nombreux autres jardins et sites touristiques, le site accueille des évènements et expositions, principalement autour des thèmes de la protection de l'environnement nocturne, et de la biodiversité.

## Histoire
Il a été aménagé par ses deux créateurs, respectivement paysagiste et ingénieur de formation,.
Issu de la transformation d'un terrain agricole inexploité d’un hectare, anciennement partagé par la vigne et les châtaigniers, le jardin a vu le jour afin de rendre accessible au plus près les fleurs de nénuphar, que l'on doit souvent se contenter d’observer de loin dans la nature.

## Description
Le jardin, situé à la sortie de Concoules, le long de la route de Villefort, est ouvert au public grâce au travail de médiation d'une association naturaliste locale.
L'activité se concentre entre mai à septembre, car ensuite les nénuphars entrent dans un repos végétatif qui leur permet de se ressourcer pour la saison suivante.
D’autres espèces de plantes aquatiques côtoient les nénuphars.
Des plantes carnivores sont présentées, y compris pour permettre aux visiteurs d'admirer sans l'âbimer la Drosera rotundifolia qui peuple les tourbières du Mont Lozère.
On peut aussi y voir l'espèce de nénuphar la plus petite au monde, Nymphaea thermarum, originaire du Rwanda et sauvé de l’extinction par le botaniste Carlos Magdalena de Kew Gardens, référent botanique du jardin.

## Conservation du patrimoine et de la flore
Le parc est labellisé et reconnu par l’entente Causse Cévennes et par le Parc national des Cévennes (PNC). En 2019, le jardin a obtenu le label Esprit parc national pour la protection et la conservation de la flore en zones humides. Il obtient aussi le label IWGS Europe pour la conservation du patrimoine horticole historique.